# YNGFirefly
Urban Senekovič, bolje znan pod umetniškim imenom YNGFirefly, je slovenski glasbeni producent hip hop glasbe iz Maribora.
Na glasbeni sceni je bil prvič bolj opazen kot producent nekaterih pesmi na albumu Bratstvo in estradstvo raperja Mita iz leta 2017, ki je bil na koncu leta označen za enega najboljših domačih albumov. Z Mitom sta leto kasneje pod skupnim imenom Oygn izdala album Skurjen spomin, ki je bila s tem prva uradna Senekovičeva izdaja. Kasneje je izdal še tri mikstejpe, How to Be Happy ter Millky Hill <3 leta 2018 in Ignorant leta 2019. Na slednjem so bili gosti Nite, Tropski, Mito in ljubljanska skupina Matter.
Urban je tudi član mariboske fantovske zasedbe .Travnik s katero je izdal dva albuma : Pubeci ne jočejo in Pubeci ne spijo.

## Diskografija

### Albumi
Kot član Oygn
- Skurjen spomin (2018)

Samostojno
- Anoy (2020)

### Mikstejpi
- How to Be Happy (2018)
- Millky Hill <3 (2018)
- Ignorant (2019)